# Sinopodisma jiulianshana
Sinopodisma jiulianshana är en insektsart som beskrevs av Huang, C. 1982. Sinopodisma jiulianshana ingår i släktet Sinopodisma och familjen gräshoppor. Inga underarter finns listade i Catalogue of Life.